# 康樂路站
康樂路站（英語：Hong Lok Road Stop），是香港輕鐵的車站，代號580，屬單程車票第5收費區位於香港新界元朗區青山公路－元朗段與元朗康樂路交界。

## 車站結構

### 車站樓層
| 地面              | 出口 | 青山公路－元朗段、同樂街 |   |  |
| 地面              | 月台 | \| 側式 · 開左邊车门 \| \| \| \| \| \| \| \| 輕鐵610綫往元朗（大棠路） 輕鐵614綫往元朗（大棠路） 輕鐵615綫往元朗（大棠路） 輕鐵761P綫往元朗（大棠路） \| 1 \| \| \| \| 2 \| 輕鐵610綫往屯門碼頭（豐年路） 輕鐵614綫往屯門碼頭（豐年路） 輕鐵615綫往屯門碼頭（豐年路） 輕鐵761P綫往天逸（豐年路） \| \| \| \| 側式 · 開左邊车门 \| \| \| \| \| |   |  |
| 地面              | 出口 | 青山公路－元朗段、元朗康樂路 |   |  |
| 側式 · 開左邊车门 |      | |   |  |
|                   |      | 輕鐵610綫往元朗（大棠路） 輕鐵614綫往元朗（大棠路） 輕鐵615綫往元朗（大棠路） 輕鐵761P綫往元朗（大棠路） | 1 |  |
|                   | 2    | 輕鐵610綫往屯門碼頭（豐年路） 輕鐵614綫往屯門碼頭（豐年路） 輕鐵615綫往屯門碼頭（豐年路） 輕鐵761P綫往天逸（豐年路） |   |  |
| 側式 · 開左邊车门 |      | |   |  |

### 車站月台
康樂路站本身只包括2個側式月台及連接過路處的行人路，由於此段路線的輕鐵路軌是建在青山公路－元朗段最中間的兩條行車線上，所以路軌旁的月台也是建在路中間。東行及西行的1號及2號月台分別位於元朗康樂路與青山公路－元朗段交界一組行人過路處的西面及東面。
停靠2號月台列車均須停在指定位置上落客，614、761P綫使用第1及第2卡（如有拖卡）位置，而610、615綫（單卡）則使用第2卡位置，現已統一使用第1卡上落，除非出現拖卡。

## 利用狀況
本站跟隨輕鐵在1988年啟用。由於位於元朗市中心，多年來人流逐步增加，但及不上大棠路站。所以九廣鐵路公司只作過少許改動措施，主要是開通兩個月台通往青山公路－元朗段側的兩條新行人路。

## 接駁交通
| 接駁交通列表                                                |
| ----------------------------------------------------------- |
| 巴士 - 港鐵巴士（八達通轉乘優惠）： - K65 - 元朗站 ↔ 流浮山 |

## 歷史
康樂路站於九廣輕鐵初建造時同步興建，於1988年9月18日啟用。

## 相關事件

### 輕鐵尾卡在月台範圍外誤開車門事件
2009年9月22日早上約7時半，一列行走610綫的拖卡輕鐵，往屯門碼頭方向途中，懷疑車長未有留意該班為拖卡列車及未有按既定程序操作，於康樂路站停在月台後半部（因單卡時是停在月台後半部分）並打開車門，致尾卡在月台範圍外開門。車長發覺後即時關門，並將列車駛前至適當位置，再重新開門。事件中沒人受傷或受驚，輕鐵服務未受影響，但有關車長事後被停職接受調查。

### 2019年11月「三罷」期間的事件
網民一連3日發起「三罷日」，2019年11月12日晚示威活動在全港各區「開花」，元朗水邊圍至大棠路等4個輕鐵站受不同程度破壞，其中以大棠路最為嚴重，路軌被水泥及碎磚塊堵塞，另4個車站路軌旁硬膠護壆亦被掘起。大批示威者12日晚在大馬路一帶聚集，焚燒輕鐵設施，警方多次施放催淚彈，雙方對峙至11月13日凌晨時分。
衝突間多人在行人路掘走多塊磚頭，明報記者在13日下午3時半起到輕鐵元朗段7個車站巡視，其中水邊圍、豐年路、康樂路及大棠路均受到破壞；康樂路及大棠路兩個車站的路軌被人以水泥堵塞。
港鐵人員由凌晨4時起已開始清理路軌雜物，明報記者在11月13日下午到場時仍有10多名人員在大棠路站以鐵筆撬走水泥，現場亦有兩桶裝起的水泥及碎磚塊，清理期間塵土飛揚，人員均需帶上口罩。
另外4個車站用來分隔輕鐵路軌及車輛行車路的「硬膠護壆」亦有多處被剷起，遺下大量固定路壆鐵釘組成「鐵釘陣」。本身是車長的香港鐵路公司員工協會主席杜廣仁受訪時稱，輕鐵路軌若有異物，列車很容易出軌，因此人員須小心清理清除，同時要確保路軌在清理期間不會被破壞，否則全條路軌更換會更麻煩，難以估計復修時間。

### 斬人案
2023年4月24日晚上9時50分，一名27歲尼泊爾裔男子懷疑被6名非華裔男子襲擊，手腳被斬傷。一名19歲尼泊爾青年在6月19日被捕，暫控一項「傷人」罪。

## 資料來源
1. ↑  . 頭條日報 即時新聞. 2009-09-22  [2011-07-22]. （原始内容存档于2010-05-11）.
2. ↑  . 明報. 2019-11-13  [2021-03-21]. （原始内容存档于2020-11-01）.
3. ↑  . 星島日報. 2023-06-20  [2023-06-21]. （原始内容存档于2023-06-25）.

## 外部連結
- 港鐵公司－輕鐵街道圖 （页面存档备份，存于）
- 港鐵公司－輕鐵行車時間表 （页面存档备份，存于）